# Funzione di acidità di Hammett
La funzione di acidità di Hammett (H0) è una funzione che permette di quantificare la forza di acidi forti e superacidi in soluzioni concentrate e ambienti non acquosi. Fu proposta dal chimico organico fisico Louis Plack Hammett nel 1932. È la funzione di acidità più nota per estendere la scala di pH utile in soluzioni acquose diluite.

## Definizione
La definizione si basa sull'utilizzo di una o più basi deboli B che siano soggette ad un equilibrio di protonazione del tipo
B + H+  ⇄  BH+
La funzione di acidità di Hammett viene definita come
{\displaystyle H_{0}={\mbox{p}}K_{BH^{+}}-\log {\frac {\left[BH^{+}\right]}{\left[B\right]}}}
In soluzione molto diluita vale
{\displaystyle K_{BH^{+}}={\frac {[B][H^{+}]}{[BH^{+}]}}}
e quindi per soluzioni diluite in acqua H0 diventa equivalente al pH. Hammett usò originariamente come basi B una serie di aniline con gruppi elettroni attrattori. In questo modo poté misurare i valori di H0 di acidi forti partendo da soluzioni diluite fino ad arrivare agli acidi puri.
Un acido è tanto più forte quanto è più negativo il suo valore di H0. Il valore H0 = –12 per l'acido solforico concentrato non va inteso come pH = –12, che implicherebbe la presenza di una concentrazione impossibile di ioni H3O+ pari a 1012 mol/L. Significa invece che l'acido solforico concentrato ha una capacità protonante, valutata dalla sua capacità di protonare basi deboli, corrispondente a ioni H3O+ con una concentrazione fittizia (ideale) di 1012 mol/L. La funzione di Hammett è la più nota funzione di acidità, ma ne sono state sviluppate altre da autori come Arnett, Cox, Katrizky, Yates e Stevens.

## Valori tipici
Su questa scala di acidità, i valori H0 per alcuni acidi sono i seguenti:
- acido fosforico: –5
- acido solforico: –11,9
- acido triflico: –13,8
- acido pirosolforico: –15
- acido fluorosolforico: –15
- acido magico (HSO3F + SbF5 14,1 mol%): –26,5
- acido fluoroantimonico (HF + SbF5 0,6 mol%): –31,1